# Green Park (Misuri)
Green Park es una ciudad ubicada en el condado de San Luis en el estado estadounidense de Misuri. En el Censo de 2010 tenía una población de 2622 habitantes y una densidad poblacional de 747,68 personas por km².

## Geografía
Green Park se encuentra ubicada en las coordenadas 38°31′28″N 90°20′12″O / 38.52444, -90.33667. Según la Oficina del Censo de los Estados Unidos, Green Park tiene una superficie total de 3.51 km², de la cual 3.51 km² corresponden a tierra firme y (0%) 0 km² es agua.

## Demografía
Según el censo de 2010, había 2622 personas residiendo en Green Park. La densidad de población era de 747,68 hab./km². De los 2622 habitantes, Green Park estaba compuesto por el 92.49% blancos, el 1.37% eran afroamericanos, el 0.04% eran amerindios, el 3.47% eran asiáticos, el 0.08% eran isleños del Pacífico, el 0.31% eran de otras razas y el 2.25% pertenecían a dos o más razas. Del total de la población el 1.68% eran hispanos o latinos de cualquier raza.